# منصور مرادی
منصور مرادی (۱ تیر ۱۳۵۶ - مریوان) چهره مستقل و نمایندهٔ دورهٔ دهم از حوزهٔ انتخابیهٔ مریوان و سروآباد در استان کردستان است. وی با کسب ۲۸٬۱۳۸ رای از مجموع ۵۱٬۰۴۵ رای معادل ۵۵٫۱۲٪ درصد آرا در دور دوم به مجلس راه پیدا کرد.